# Jef Van der Veken

Jef Van der Veken restaureert een Massijs van de Renders collectie

De Renders Magdalena na de ‘hyperrestauratie’ door Jef Van der Veken

Jef Van der Veken (Josephus Maria Vander Veken) (Antwerpen, 4 april 1872 - Elsene, 10 maart 1964)  was een Belgische schilder-restaurateur die bekend is voor het schilderen van een kopie van het paneel van de Rechtvaardige Rechters van het Lam Gods nadat het originele paneel gestolen was. Van der Veken voerde voor een aantal verzamelaars, onder anderen voor Emile Renders, 'hyperrestauraties' uit, waarbij het schilderij praktisch volledig werd herschilderd in die mate dat men zonder meer van vervalsing kan spreken. De Renderscollectie werd tijdens de Tweede Wereldoorlog in zijn geheel verkocht aan rijksmaarschalk Göring. Ze bevatte zeker een twintigtal werken die door Van der Veken "hersteld" waren.

## Biografie

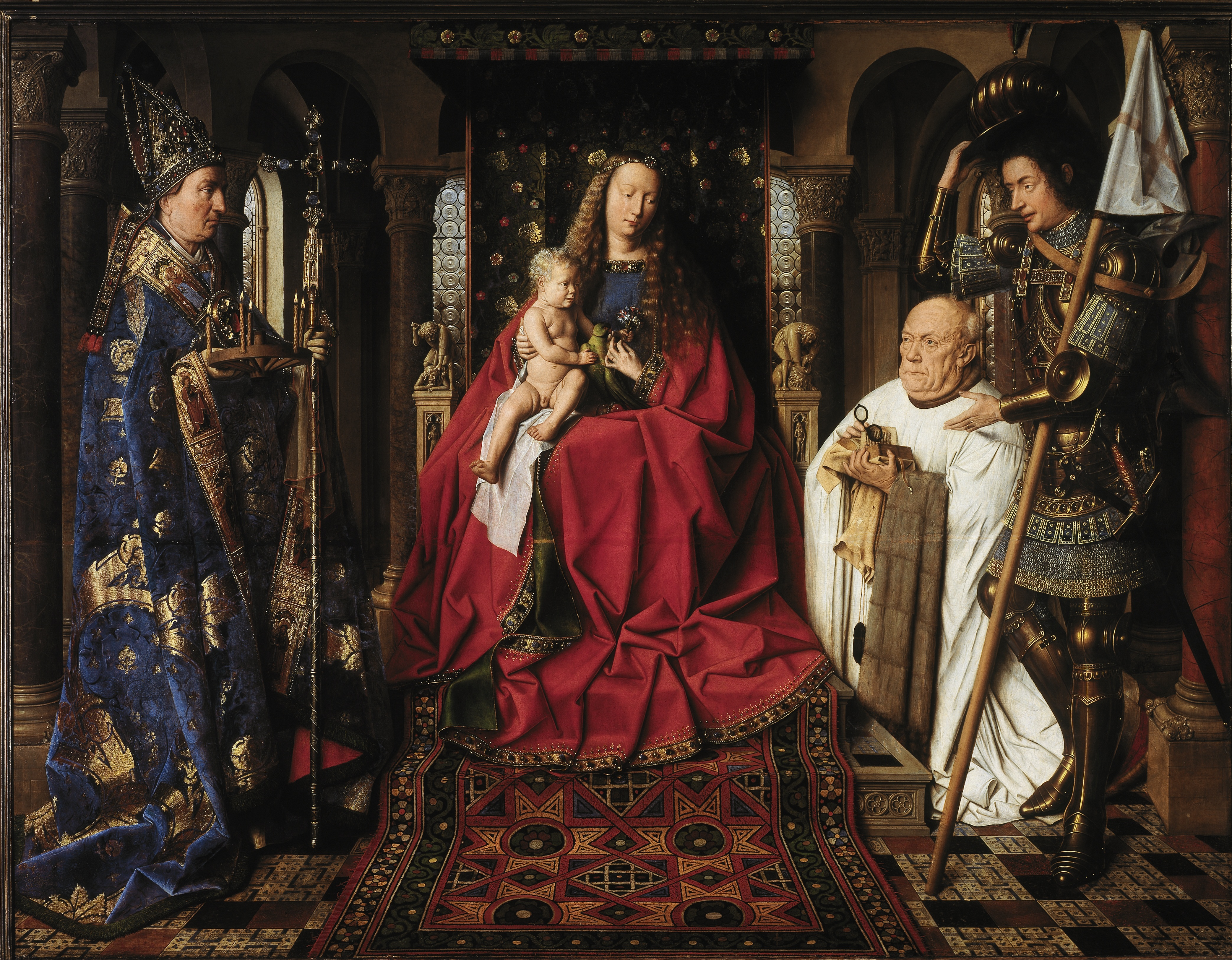
Jan van Eyck, Madonna met kanunnik Joris van der Paele, gerestaureerd door J. Van der Veken.

Jef Van der Veken werd in 1872 geboren in Antwerpen, waar zijn ouders een handelszaak in porselein en kristal hadden. Hij was het vijfde kind in het gezin en verloor zijn vader toen hij zeven jaar oud was. Na enige jaren in een weeshuis in Sint-Niklaas te zijn geplaatst, kwam hij terug bij zijn moeder in Antwerpen en op zijn twaalfde werd hij leerjongen bij een huisschilder, Fons Huybrechts Van jongs af aan was hij geïnteresseerd in de grafische kunsten en ambieerde hij een carrière als schilder. Tijdens zijn legerdienst volgde hij avondlessen aan de Academie voor Schone Kunsten in Antwerpen van 1892-1895.
Van der Veken huwde in 1897 met Contantia Hoogheid en zij kregen twee kinderen, Pierre en Emilia, de latere echtgenote van Albert Philippot, die nog met zijn schoonvader zou samenwerken aan restauraties. Hij trouwde een tweede maal met Maria Zoé Van Ruyskensvelde, een kunstschilderes, in 1954. Hij was toen al 82, Maria Zoé 48.
Hij begon met het maken van portretten op basis van foto’s en legde zich daarna toe op imitaties van oude meesters. Blijkbaar had hij geen aspiratie als kunstenaar, maar stelde hij zich tevreden met het maken van perfecte kopieën. Na zijn opleiding vestigde hij zich in 1908, met de hulp van een aantal Dendermondse zakenlui, te Brussel in de Regentstraat vlak bij het Museum voor Oude Kunst, als antiquair en maakte hij op bestelling pastiches voor de gegoede burgerij. De catalogus van zijn werken opgesteld door Jean-Luc Pypaert vermeldt 127 pastiches waarvan slechts van 23 bekend is waar ze zich bevinden.
Zijn werken werden weldra op de kunstmarkt verkocht als originele oude meesters uit de vijftiende en zestiende eeuw. Een mooi voorbeeld hiervan is zijn Mystiek huwelijk van de heilige Catharina dat in 1927 werd gepresenteerd als een werk van de Meester van de Baroncelliportretten in Londen, tijdens de tentoonstelling Flemish and Belgian Art, 1300-1900. Van der Veken kon de inrichters niet overtuigen dat het een werk van zijn hand was tot hij een foto bovenhaalde van de dochter van zijn tuinman die hij gebruikt had als model voor het gelaat van de heilige.

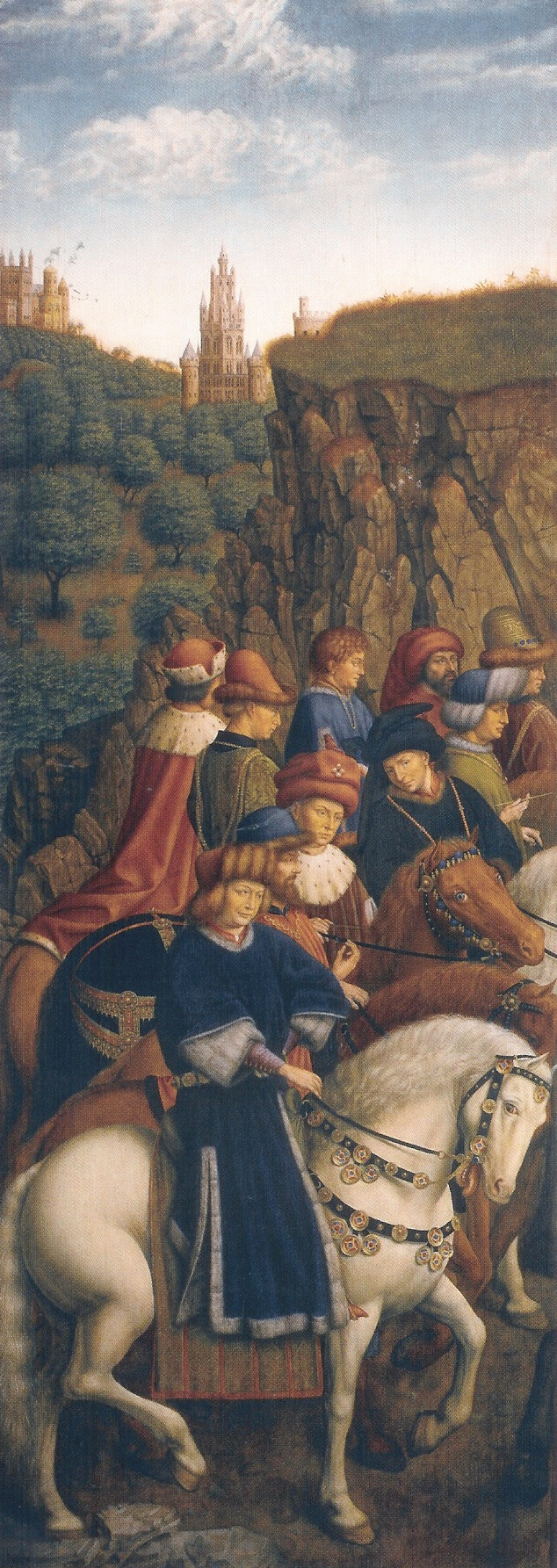
Lam Gods, De rechtvaardige rechters van J. Van der Veken.

In de nasleep van dit schandaal werd Van der Veken restaurateur voor het Museum van Schone Kunsten te Brussel op aanbeveling van Leo van Puyvelde en
Georges Hulin de Loo. Hij maakte snel naam als expert en kreeg belangrijke opdrachten van het Groeningemuseum en voor de restauratie van belangrijke panelen van Hans Memling in het Sint-Janshospitaal in Brugge. Hij restaureerde onder meer de Madonna met kanunnik Joris van der Paele (1933) van Jan van Eyck. Hij nam zelf het initiatief voor het maken van een kopie van het paneel van de Rechtvaardige Rechters, nadat dit in 1934 gestolen was uit de Sint-Baafskathedraal in Gent, op basis van de kopie van het werk door Michiel Coxcie gemaakt voor Filips II van Spanje en van oude foto's van het origineel. Van der Veken restaureerde eveneens de Adam en Eva van het Lam Gods (1937).
Na de oorlog werd Van der Veken aangezocht om de leiding te nemen van het restauratieatelier van het Koninklijk Instituut voor het Kunstpatrimonium in Brussel. Van der Veken die toen al 74 jaar was, ging hier niet op in, maar stelde zijn schoonzoon Albert Philippot voor die tien jaar met hem had samengewerkt en de technieken van Van der Veken perfect kende. Op die manier werd de kennis van Van der Veken aangaande restauratietechnieken overgedragen naar de volgende generaties. Van der Veken overleed in 1964 in Elsene.
Wat zijn restauraties betreft was Van der Veken zonder meer een van de meest bekende restaurateurs van zijn generatie naast Willam Suhr in de Verenigde Staten en Helmuth Ruhemann in Duitsland. In wezen was Van der Veken een restaurateur “van de oude stempel” die wel respect hadden voor de ouderdomswaarde van een kunstwerk maar wel hielden aan een “homogene verschijningsvorm” van gerestaureerde werken en afkerig waren van fragmentarische herstellingen. Men kan hem zien als een late opvolger van de academisch gevormde schilders-restaurateurs van de negentiende eeuw

## Samenwerking met Renders
Bij het begin van de Eerste Wereldoorlog zag Van der Veken zijn handel sterk teruglopen. Hij sloot de Early Art Gallery, en ging zich toeleggen op restauraties. Hij werkte vooral voor een "rijke verzamelaar" die hij nooit bij naam noemde maar we weten nu dat hij via tussenpersonen werken kocht en verkocht. Hij fabriceerde zijn hyperrestauraties, vertrekkende van zwaar beschadigde werken of werken van onbekende oorsprong die hij liet aankopen en vervolgens verwerkte tot topwerken die van de hand van de grote meesters leken te zijn. Hij legde zich vooral toe op de Vlaamse Primitieven en in het bijzonder op werken van Rogier van der Weyden en Jan van Eyck.
Een van die tussenpersonen was Emile Renders. Zijn samenwerking met Renders zou begonnen zijn omstreeks 1920. Renders trad op als mecenas bij het aankopen van de werken die bestemd waren voor de hyperrestauraties van Van der Veken. Als vergoeding mocht hij dan een aantal van de gerestaureerde werken uitkiezen voor zijn eigen verzameling.
Voor Renders voerde hij zeker een twintigtal van deze hyperrestauraties uit. De collectie Renders werd in 1941 verkocht aan rijksmaarschalk Hermann Göring voor de tegenwaarde in goudstaven van de som van elf miljoen Belgische frank. Göring liet een deel van de werken ophangen in Karinhall, een van zijn residenties, een ander deel bleef in het bezit van Alois Miedl, een kunsthandelaar die bij de verkoop bemiddelde. Miedl had in Amsterdam de Joodse kunsthandel Goudstikker in bezit genomen.
Na de oorlog probeerde de Belgische staat de door de Duitsers in België geroofde kunstwerken te recupereren. Bijna de helft van de werken die Renders verkocht had aan Göring kon worden teruggevonden en worden nu bewaard in musea in Antwerpen, Brugge, Brussel en Doornik. De staat verkocht daarnaast twee van de werken en de overige werden nooit teruggevonden. De schilderijen die nog vermist zijn staan nog steeds internationaal gesignaleerd en worden nog altijd door België opgeëist.

## Hyperrestauraties
Van der Veken was dus een van de grondleggers van en een topexpert in de restauratie van oude meesters, en in het bijzonder van de Vlaamse primitieven en werd ook als zodanig erkend. Hij werkte voor de grote musea in België en voor grote verzamelaars zoals Emile Renders, Daniël George van Beuningen uit Rotterdam en voor de Duitse verzamelaars R. Kaufmann en H. Thyssen. Het is pas door de recente ontwikkeling van de onderzoeksmethoden dat men ontdekt heeft wat de omvang van de ingrepen van Van der Veken was. Voordien werden werken die in belangrijke mate van zijn hand waren uitvoerig besproken door de belangrijke kunsthistorici en als origineel opgenomen in belangrijke verzamelingen en musea. Niettemin waren er in die dagen ook al experten, zoals onder meer Maurice Delacre, die de authenticiteit van deze werken in twijfel trokken.
Door de evolutie en professionalisering van de onderzoeksmethoden van de kunsthistorici wordt een aantal van zijn vervalsingen door de experten vandaag probleemloos herkend maar voor het betere werk van voor de Eerste Wereldoorlog is dikwijls microdestructief onderzoek nodig, zoals onderzoek van de pigmenten en van de onderliggende verflagen en voortekeningen door middel van infraroodreflectografie.

De Renders Magdalena voor de restauratie

De meeste hyperrestauraties van Van der Veken werden uitgevoerd na de Eerste Wereldoorlog. Hij gebruikte hiervoor werken uit de vijftiende en zestiende eeuw maar van lage kwaliteit en zonder commerciële waarde. Van die schilderijen verwijderde hij dikwijls grotendeels de bovenste verflagen en behield alleen de originele voorbereidende grondlaag. Hierop creëerde hij dan zijn eigen "meesterwerk". Zijn werk als restaurateur van de werken van de Vlaamse Primitieven had hem de gelegenheid gegeven de stijl en de techniek van de oude meesters en de door hen gebruikte materialen zeer diepgaand te bestuderen. Dat stelde hem in staat om zijn imitaties stelselmatig te perfectioneren.
Van der Veken was ook een meester in het nabootsen van de craquelures, de kleine barstjes die in oude verf- en vernislagen in de loop van de tijd ontstaan. Hij gebruikte diverse technieken om craquelures op nieuw geschilderde verfoppervlakken na te bootsen.
Ondanks het feit dat hij met zijn hyperrestauraties de lijn tussen restauratie en vervalsing duidelijk overschreed werd hij tijdens zijn leven nooit verontrust door gerechtelijke procedures. De vragen over het werk van Jef Van der Veken kwamen pas (terug) naar boven tegen het einde van de twintigste eeuw naar aanleiding van het wetenschappelijk onderzoek van drie van de werken uit de Renders collectie die na de oorlog waren gerecupereerd. Het moet wel worden opgemerkt dat de kunstwereld reeds veel vroeger, vanaf 1911, zijn reserves had bij de restauraties van Van der Veken. In de Mitteilungen des Museums-Verbandes, een vereniging van museumconservatoren en experten, werd herhaaldelijk het werk van Van der Veken in twijfel getrokken door bekende experten zoals R. Stettiner, W. Friedländer, W. Vogelsang en F. Winkler.

### DeMadonna met Kindvan Jean van Caloen
Dat niet iedereen het eens was met de bijzondere restauraties die werden uitgevoerd door Van der Veken, blijkt uit het verhaal van de Madonna met Kind, uit de verzameling van Jean van Caloen, vandaag in privébezit. Het in de “externe links” geciteerde artikel brengt het verhaal van een paneeltje dat een Madonna voorstelt met het kindje slapend op haar borst, dat werd toegeschreven aan Quinten Metsijs. Jean van Caloen, een ervaren kunstverzamelaar, dacht eerder aan een Italiaanse oorsprong, misschien uit de omgeving van Leonardo da Vinci of zijn leerling Bernardino Luini.
Hij gaf het werk in 1935 voor restauratie aan Jef Van der Veken. Tot zijn ontzetting is het werk totaal gewijzigd als hij het terugkrijgt (voor foto’s zie het geciteerde artikel) met allerhande toevoegingen en overschilderingen om het beter te doen passen in de stijl van Metsijs. Jean van Caloen nam daarop de beslissing om de restauratie van Van der Veken te laten terugdraaien en liet het werk zo goed als mogelijk terug in zijn oorspronkelijke staat brengen en historisch verantwoord restaureren door Poppe, de restaurateur waar hij normaal mee samenwerkte.

### DeMaria Magdalenauit de Renders collectie

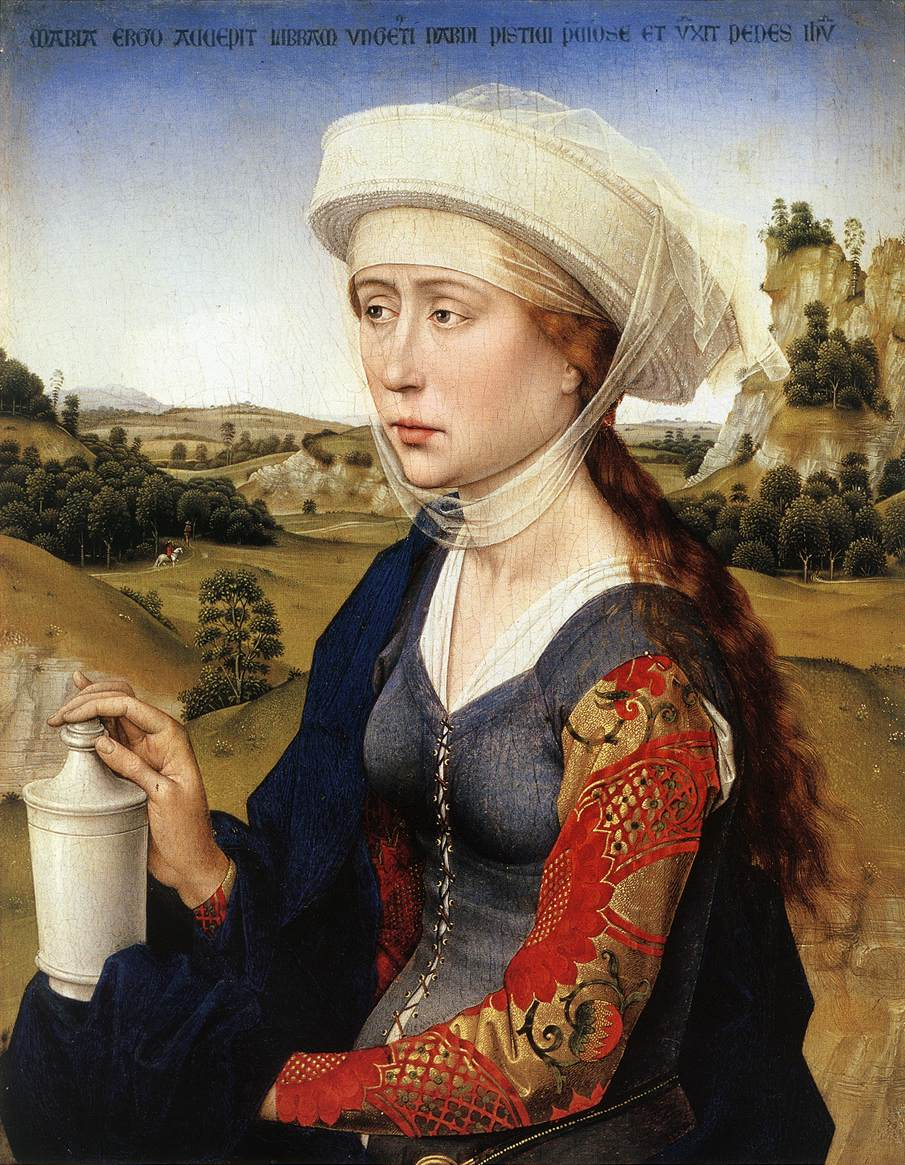
Rogier Van der Weyden, Maria Magdalena, rechterpaneel van de geopende Braque-triptiek.

Dit werk is een bijna exacte kopie van het rechterluik van de zogenoemde Braque-triptiek van Rogier van der Weyden, die behoort tot de collectie van het Louvre. Er zijn enkele kleine iconografische verschillen tussen beide werken onder meer in de kleuren van de kleding van Maria, de sluiting van haar jurk en in enkele kleine details in het landschap. Het origineel dat in lamentabele toestand verkeerde, behoorde in 1885 tot de collectie van een Antwerpse verzamelaar, waarschijnlijk Albert De Curte. Het werd bij testament, door Marie-Thérèse Van Duyse, de dochter van de Vlaamse dichter Prudens van Duyse, nagelaten aan het Museum van Schone kunsten van Gent, waar het werd geweigerd omwille van zijn slechte kwaliteit. Het werd daarop in 1920 verkocht op een veiling in Gent aan een zekere Fleurin, waarna het via een antiquair in Dendermonde terechtkwam bij Emile Renders. Die liet het werk restaureren en leende het daarna uit voor tentoonstellingen in Bern in 1926 en in Londen in 1927. Het werd in 1927 door Georges Hulin de Loo en Edouard Michel toegeschreven aan Memling in zijn periode als leerling van Rogier Van der Weyden. Daarna wordt het werk aan niemand meer getoond en ontbrak het eveneens op de grote Memling tentoonstelling van 1939. Zoals hoger gezegd werd de vervalsing al in 1927 gemeld door Delacre.
Het paneel maakte deel uit van de verzameling schilderijen die Renders verkocht had aan Göring en het bleef na de oorlog onvindbaar. In 2004 ten slotte, werd de Renders-Magdalena voor onderzoek en expertise voorgelegd bij het Studiecentrum Vlaamse Primitieven van het KIK door de Scandinavische eigenaars die het werk geërfd hadden van hun vader. Die had het op zijn beurt in 1966 gekocht in Zürich van Alois Miedl, die voor zijn klant uiteraard de oorsprong van het werk had verzwegen. De eigenaars legden het werk voor in België gezien de reputatie van de onderzoeksinstituten, maar zullen het schilderij niet terugkrijgen gezien de hangende claim van de Belgische regering.
Een grondig onderzoek van het werk door het KIK heeft toegelaten de technieken van Van der Veken te documenteren. Uit het dendrochronologische onderzoek blijkt dat de Maria Magdalena werd geschilderd op een paneel gemaakt uit Baltische eik uit de veertiende eeuw. Microscopisch onderzoek bevestigde dat de oude schildering werd afgeschuurd tot op de preparatielaag. Men kon ook vaststellen dat barstjes in de moderne verflaag werden aangebracht, en met zwart werden opgevuld om het effect van vuil te imiteren. Hier en daar zijn kleine retouches in het wit aangebracht om het effect te verzwakken. Andere zogezegde barstjes zijn gewoon geschilderd. Met de infrarood reflectografie kon men de ondertekening blootleggen. Die blijkt duidelijk niet middeleeuws te zijn want ze is zeer precies en strak, waar de middeleeuwse kunstenaars een veel vrijere lijnvoering bezigden. Het onderzoek van de pigmenten wees ook duidelijk stoffen aan die pas sinds de negentiende eeuw in gebruik zijn. Op de rugzijde van het paneel, staat een kruis met een opschrift zoals op het origineel in het Louvre. Hier blijkt uit de studie dat het werk uit de vijftiende eeuw bewaard bleef maar de zijde met Maria Magdalena werd volledig opnieuw geschilderd.

### Madonna met Kind

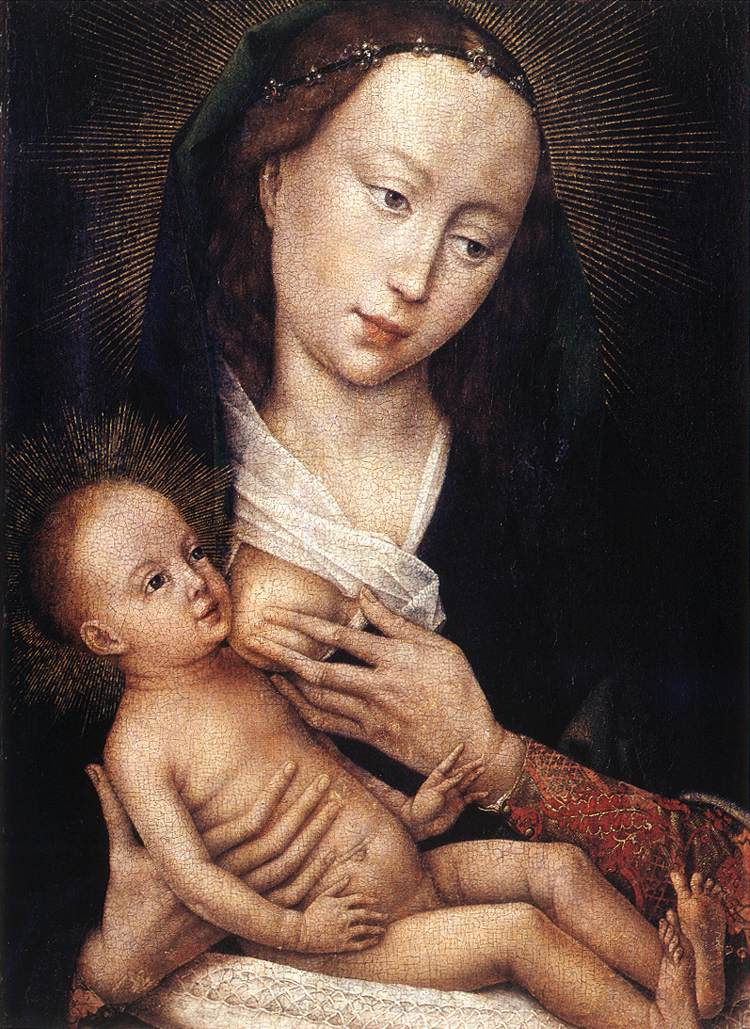
Atelier Rogier van der Weyden, Madonna met Kind, gerestaureerd door Jef Van der Veken.

Een ander werk uit de collectie Renders was een Madonna met Kind, die door Georges Hulin de Loo werd toegeschreven aan Rogier van der Weyden. Het werk bevindt zich nu in het Museum voor Schone Kunsten in Doornik. Het paneeltje (36 × 27 cm) maakte oorspronkelijk deel uit van een diptiek met op het andere luik het portret van de schenker, Jean Gros. Het tweede luik wordt sinds 1933 bewaard in het Art Institute of Chicago. Volgens een foto die door de Duitsers gemaakt werd tijdens de Eerste Wereldoorlog bevond het werk zich in een erbarmelijke staat, ideaal materiaal voor Van der Veken dus.
Ook bij de restauratie van dit werk ging Van der Veken vrij drastisch te werk en verving in het origineel alles wat zwaar beschadigd was. In zijn huidige toestand toont het werk nog steeds geen veroudering en is het zelfs voor de kenners moeilijk de correcties te zien zonder hulpmiddelen. Het Laboratoire d’étude des oeuvres d’art par les méthodes scientifiques van de Universitè Catholique de Louvain kon het werk onderzoeken in 1999-2000. Uit deze studie bleek dat, ook voor dit werk, Van der Veken teruggreep naar hyperrestauratie. De zwaar beschadigde zones werden volledig weggeschraapt, zonder de originele verfresten te bewaren, en compleet overschilderd. Verschillende oorspronkelijke verflagen werden compleet overschilderd waarschijnlijk omdat de restaurateur er de voorkeur aan gaf de versleten lagen te overschilderen in plaats van de ontbrekende vlekjes minutieus te retoucheren. Ook in dit werk simuleerde hij op meesterlijke wijze de craquelures. Hij zou een donkere onderlaag gebruikt hebben die bij het drogen scheurtjes veroorzaakte in de bovenliggende verflagen. Die scheurtjes werden dan waar nodig verder bijgewerkt.
Enkele mooie illustraties die enerzijds de omvang van de restauratie illustreren en anderzijds een mooi beeld geven van de precisie waarmee Van der Veken tewerk ging, zijn te vinden in het artikel "Fake - not fake" en in de catalogus van de gelijknamige tentoonstelling in het Groeningemuseum uit 2004-2005.

### Man van Smarten

Man van Smarten met donor, Metropolitan Museum of Art, New York

Een schilderij met de Man van Smarten is een ander paneel uit de collectie van Renders. Op de tentoonstelling in Londen van 1927 werd het beschreven als: Flemish School, time of Van Eyck. Het werd in 1974 op een veiling in Londen aangekocht door het Metropolitan Museum of Art in New York. Na de aankoop liet het museum het werk analyseren door het Courtauld Instituut in Londen dat amper een maand later met de mededeling kwam dat het een moderne vervalsing betrof. Het paneel verdween als een complete moderne vervalsing in het museumdepot en werd vergeten.
Het schilderij werd voor het eerst besproken door Edouard Michel in de Gazette des Beaux-Arts in 1924, toen bevond het zich al in de collectie van Renders, die het gekocht had van een Luikse verzamelaar. Het schilderij is een van de hoogtepunten van de hogergenoemde tentoonstelling van Vlaamse kunst in het Burlington House in Londen in 1927 en Georges Hulin de Loo noemde het werk "een probleem voor elke student in de kunsthistorie", waarmee hij doelde op de stilistische mengeling van de Frans-Vlaamse stijl van de verluchting uit het begin van de veertiende eeuw en de Internationaal Gotische stijl. Het werk werd beschouwd als een voorbeeld van vroeg-vijftiende-eeuwse stijl net voor de doorbraak van de Vlaamse Primitieven. Het Metropolitan kocht het schilderij precies omdat het een tussenfase zou geweest zijn die in hun collectie ontbrak.
In 1992 werd het schilderij terug bovengehaald in het kader van een serie van lezingen met als thema vervalsingen begrijpen. Uit het onderzoek bleek dat het schilderij van het einde van de vijftiende eeuw was en dat sommige delen blijkbaar origineel waren, de rest het resultaat van een hyperrestauratie. De Christus figuur en de schenker zouden grotendeels origineel zijn, de achtergrond en de engel op de rechterzijde horen tot de moderne vervalsing. Zonder de conclusie te trekken dat de restaurateur Van der Veken was geeft de beschrijving van het onderzoek van 1992 een perfect overzicht van zijn technieken, ze spreken trouwens over een verbazingwekkend kundige techniek, een buitengewone historische kennis van de restaurateur, wat perfect aansluit bij Van der Veken zoals ondertussen werd vastgesteld door de studie van Hélène Verougstraete en Roger van Schoute.

### Annunciatie
Deze Annunciatie, nu bewaard in het Koninklijk Museum voor Schone Kunsten in Antwerpen, maakte eveneens deel uit van de Renders collectie. Van der Veken schilderde bijna twee derde van het oppervlak. In zijn archieven is een oude foto van het origineel teruggevonden en bij vergelijking houdt men het voor onmogelijk dat het hetzelfde werk betreft hoewel dat duidelijk is vast te stellen uit onderzoek van de naden en barsten in het paneel. Ook bij dit werk werd de verf van de gerestaureerde gedeeltes volledig weggepuimd op de grondlaag na, waarvan het craquelé door de nieuw aangebrachte verflaag doorschijnt. Het werk werd na de hyperrestauratie toegeschreven aan de Meester van de Baroncelliportretten door George Hulin de Loo. Onlangs nog werd het werk door enkele kunsthistorici toegeschreven aan een anonieme meester uit de omgeving van Gerard David omwille van de verwantschap met de Rust op de vlucht naar Egypte. De vergelijking is inderdaad correct, maar de verwantschap is te wijten aan de restauratie door Van der Veken.

### Rust op de vlucht naar Egypte
Ook dit schilderij dat bewaard wordt in het Groeningemuseum in Brugge is een vervalsing van een Madonna met Kind van het einde van de vijftiende of het begin van de zestiende eeuw, van de hand van Van der Veken. Het schilderij werd aan het museum geschonken door privé eigenaars. De mantel van Maria, haar gelaat en bovenlichaam tot en met het kind werden volledig weggeschuurd met puimsteen en door Van der Veken opnieuw geschilderd. Maar hij wou hier blijkbaar iets verder gaan en van een Madonna met Kind geplaatst voor een landschap een Rust op de vlucht naar Egypte maken die aan Gerard David zou doen denken. Daarom voegde hij een aantal elementen toe aan het schilderij die karakteristiek zijn voor dit onderwerp: Sint Jozef die aan de rivier zijn ezel laat drinken en de witte plunjezak zijn boven op de originele verflaag bijgeschilderd om op die manier alle elementen van een Rust op de vlucht naar Egypte in de compositie te hebben. De origineel bewaarde gedeeltes van het schilderij zijn van redelijke kwaliteit, wat er op wijst dat het dit geval duidelijk de bedoeling was van een middelmatig werk op te waarderen.